# Ayabaca (distrito)
Ayabaca é um distrito do Peru, departamento de Piura, localizada na província de Ayabaca.

## Transporte
O distrito de Ayabaca é servido pela seguinte rodovia:
- PI-110, rodovia ligando localidades dentro deste distrito
- PE-3N, que liga o distrito de La Oroya (Região de Junín) à Puerto Vado Grande (Fronteira Equador-Peru), neste distrito
- PE-1NT, que liga a cidade ao distrito de Suyo [1][2][3]